# Bathythrix eurypyga
Bathythrix eurypyga là một loài tò vò trong họ Ichneumonidae.